# Bolivia TV
Bolivia TV (anciennement, Televisión Boliviana) est une chaîne de télévision publique bolivienne appartenant au groupe Sistema nacional de radiodifusión boliviana. Créée en 1969, c'est une chaîne de format généraliste. Sa grille des programmes comprend des informations (quatre noticieros en espagnol et nayrir pacha, édition en langues amérindiennes), des documentaires, des débats, des émissions politiques, des séries et du sport (essentiellement du football). 
La télévision nationale bolivienne a une mission de service public. Son ambition est d'informer les citoyens en toute objectivité et de contribuer au développement social et culturel du pays. Elle est cependant parfois critiquée en raison d'une supposée trop grande proximité envers les pouvoirs en place.

## Histoire
La télévision d'état bolivienne voit le jour relativement tard comparativement à d'autres pays d'Amérique latine. Televisión Boliviana est lancée le 30 août 1969, sous le gouvernement de Luis Adolfo Siles Salinas, peu avant sa destitution à la suite d'un coup d'État. Elle devient un outil de propagande du régime militaire de Hugo Banzer Suárez, qui tente de neutraliser les stations de radio des mineurs, jugées subversives. En 1974, le gouvernement et la corporation minière de Bolivie distribuent cinq mille postes de télévision aux mineurs, avec de grandes facilités de paiement. La manœuvre n'empêche pas les mineurs du pays de se mobiliser en 1978 et d'exiger la réouverture de leurs radios.
En 1979, le marché télévisuel bolivien est formé de neuf chaînes de télévision : la chaîne nationale et huit chaînes régionales universitaires (Sistema integrado de televisión universitaria). Cette même année, le général David Padilla autorise l'octroi de licences à des sociétés privées. Ce projet n'a pas le temps de se concrétiser, du fait du remplacement de Padilla par le général García Meza, qui rétablit le monopole de la télévision d'état et désigne des recteurs militaires dans les universités. Les chaînes universitaires, qui jouissaient jusque-là d'une relative liberté, sont placées sous le contrôle du ministère de l'intérieur. 
Le rétablissement de gouvernements démocratiques avec Hernán Siles Zuazo (1982-1985), Víctor Paz Estenssoro (1985-1989) et Jaime Paz Zamora (1989-1993) permet un changement de ton à la télévision nationale, qui fait montre d'une plus grande pluralité politique, ouvrant son antenne à l'opposition et ses portes à des journalistes au ton plus incisif. Pendant le gouvernement de Gonzalo Sánchez de Lozada (1993-1997) les journaux télévisés sont dirigés par Carlos Mesa. Certains programmes commencent à être diffusés en langues amérindiennes.
Le retour au pouvoir (de façon démocratique) de Hugo Banzer Suárez (1997-2001) se traduit à la télévision nationale par un net virage. Des émissions « patriotiques » font leur réapparition à l'écran, de même que des défilés militaires et des commémorations. La liberté de ton s'en ressent, et les différentes émissions diffusées à l'antenne font l'impasse sur les violations des droits de l'homme pendant la dictature militaire. Après la mort de Bánzer, son successeur, Jorge Quiroga (2001-2002), poursuit dans la même voie. Le retour au pouvoir de Gonzalo Sánchez de Lozada permet d'envisager un retour à une programmation plus ouverte.
Avec l'élection de Evo Morales en 2006, la chaîne expérimente de nombreux changements, pas toujours bien perçus. La priorité est donnée au direct, ce qui provoque des coupures dans les programmes. De nombreux discours du président Morales sont ainsi retransmis, de même que des cérémonies, défilés, célébrations populaires... causant parfois le mécontentement de certains téléspectateurs. L'instabilité de la grille des programmes cause également une baisse des revenus publicitaires, certains annonceurs refusant d'investir à la télévision nationale. Couplé à un important endettement, la situation devient préoccupante et pour la première fois de son histoire, le 15 avril 2009, Televisión Boliviana est déclarée en faillite (Supremo Decreto 074). La chaîne est refondée sous le nom de Bolivia TV peu après. 
Depuis septembre 2011, Bolivia TV émet sur la télévision numérique terrestre à La Paz.

### Sources et références
- (es) Cet article est partiellement ou en totalité issu de l’article de Wikipédia en espagnol intitulé « Bolivia TV » (voir la liste des auteurs).